# Gebrauchsvorteil
Gebrauchsvorteil sind im Rechtswesen die Vorteile, die eine Sache oder ein Recht dem Nutzer gewährt (§ 100 BGB), ohne dass es sich dabei um Früchte handelt. Sie gehören zu den Nutzungen. 

## Allgemeines
Wer die mit der Innehabung einer Sache oder eines Rechts verbundenen Rechte ausübt, gebraucht die Sache oder das Recht. Der Nutzen, den dieser Gebrauch stiftet, heißt im Recht Gebrauchsvorteil oder in der Wirtschaft Nutzungswert. Bei Sachen bestehen etwa die Nutzungen von Geld im vereinnahmten Habenzins oder im ersparten Sollzins, im Bewohnen eines Hauses oder dem Gebrauch eines Kraftfahrzeuges, bei Rechten beispielsweise die Vorteile aus dem Stimmrecht eines Gesellschafters. Die Gebrauchsvorteile eines Grundstücks oder grundstücksgleichen Rechts bestehen in ihrer Nutzung als Kreditsicherheit und die dadurch entstehenden Zinsvorteile.

## Rechtsfragen
Der Rechtsbegriff der Nutzung umfasst außer Früchten (Sach- oder Rechtsfrüchte; § 99 BGB) auch Gebrauchsvorteile. Ansprüche auf Herausgabe der Nutzungen finden sich z. B. in § 346 BGB, § 347 Abs. 1 BGB, § 446 Satz 2 BGB, § 743 Abs. 1 BGB, § 818 Abs. 1 BGB, § 1030 BGB und § 2020 BGB.
Ist bei einem Rücktritt in einem Verbrauchervertrag eine Gegenleistung bestimmt, so ist sie bei der Berechnung des Wertersatzes zugrunde zu legen; ist Wertersatz für den Gebrauchsvorteil eines Darlehens zu leisten, kann nachgewiesen werden, dass der Wert des Gebrauchsvorteils niedriger war (§ 346 Abs. 2 BGB). Zu den Nutzungen zählen Zinserträge und sonstige Erträge, die dem Nutzer aus einer kapitalvermehrenden Kapitalanlage zugeflossen sind. Hat nach diesem Urteil der Bereicherungsschuldner das erlangte Geld zur Tilgung von Schulden verwandt, hat er die dadurch ersparten Zinszahlungen entsprechend § 818 Abs. 1 und 2 BGB als Gebrauchsvorteile aus dem Gebrauch des Geldes an den Bereicherungsgläubiger herauszugeben. Nach der Übergabe stehen beim Kaufvertrag dem Käufer die Nutzungen zu, und er trägt die Lasten der Kaufsache (Gefahrübergang; § 446 Satz 2 BGB). Jedem Teilhaber einer Bruchteilsgemeinschaft gebührt nach § 743 Abs. 1 BGB ein seinem Anteil entsprechender Bruchteil der Früchte, auch der Gebrauchsvorteil. Bei der Bemessung der Gebrauchsvorteile eines Grundstücks ist hierbei der objektive Mietwert zugrunde zu legen. Bei der ungerechtfertigten Bereicherung erstreckt sich gemäß § 818 Abs. 1 BGB die Verpflichtung zur Herausgabe auch auf die gezogenen Nutzungen. Der Nießbraucher besitzt gemäß § 1030 BGB sogar das dingliche Recht, die Nutzungen der Sache zu ziehen, also auch den Gebrauchsvorteil. Der Erbschaftsbesitzer hat dem Erben die gezogenen Nutzungen herauszugeben (§ 2020 BGB).
Darf ein Arbeitnehmer einen Firmenwagen auch privat nutzen, kann ihm steuerrechtlich ein Gebrauchsvorteil in Form des geldwerten Vorteils als Einkommen in Höhe der Aufwendungen zugerechnet werden, die er erspart, weil er kein eigenes Kraftfahrzeug unterhalten muss.
Eine Nutzung ist nur möglich, solange die genutzte Sache erhalten bleibt. Der Verbrauch der Sache selbst gehört nicht zu den Gebrauchsvorteilen, ebenso wenig der Veräußerungserlös der Sache. Zudem muss ein Vermögensschaden vorliegen, der nur bei einem geldwerten Vermögensvorteil mit kommerzialisierter Nutzungsmöglichkeit vorhanden ist. Das ist nicht der Fall bei einem Gebrauch, den die Verkehrsauffassung als „Liebhaberei“, als „Luxus“ oder als bloßes Mittel zur „Freizeitgestaltung“ ansieht und ihm deshalb einen Wert nur für die Erhöhung des Lebensgefühls, jedoch keinen selbständigen wirtschaftlichen Nutzungswert beimisst.

## Rechtsfolgen
Die Klage auf Nutzungsersatz (bei Gebrauchsverlust) ergibt sich aus § 987 Abs. 1 BGB und § 990 Abs. 1 BGB. Diese Bestimmungen beziehen sich nur auf Sachnutzungen, wozu nach § 100 BGB nur die unmittelbaren und mittelbaren Früchte (§ 99 Abs. 1 und 3 BGB) und die Gebrauchsvorteile der Sache gehören. Zu diesen Sachnutzungen zählen aber nicht die besonderen Gewinne aus einem betriebenen Unternehmen. Der Beklagte kann den Gebrauchsvorteil zwar nicht herausgeben, muss ihn aber mit Geld vergüten, weil die Rückgewähr oder die Herausgabe nach der Natur des Erlangten ausgeschlossen ist (§ 346 Abs. 2 Nr. 2 BGB).
Bei der Rückabwicklung eines Gebrauchtwagenkaufs ist der Wertersatz nach § 346 Abs. 2 Satz 1 Nr. 1 BGB für herauszugebende Nutzungen auf der Grundlage des Bruttokaufpreises zu schätzen; der so ermittelte Nutzungswertersatz ist nicht um die Mehrwertsteuer zu erhöhen.